# Verkeersregels op skipisten
Verkeersregels op de skipiste zijn net als in het openbare verkeer noodzakelijk om conflicten te voorkomen.
De FIS (de Internationale Ski Federatie) heeft in 10 regels een soort gedragscode voor de skiër gemaakt. Deze regels werden door de École du Ski Français (ESF) geïllustreerd.
In de meeste skistations zijn deze regels door de lokale overheid tot "wet" verheven, en wordt er door de politie toezicht op gehouden. In sommige flagrante gevallen wordt er proces-verbaal opgemaakt en zijn er straffen uitgesproken door rechters alsof dit het verkeersreglement betrof. Skistations hebben zelfs reglementen (voor het gebruik van hun pas) of algemene verkoopsvoorwaarden gemaakt waarbij skiërs bij overtredingen hun skipas kunnen kwijtraken en hun daardoor de toegang tot het skigebied ontzegd wordt.
Sinds het seizoen 2007-2008 zijn er in grote stations in Frankrijk, Zwitserland en Italië patrouilles gemeld van de politie met snelheidscontroleapparatuur en zijn er toenemende meldingen van repressief optreden van de overheid tegen het in gevaar brengen van andere gebruikers. Daarbij wordt duidelijk gefocust op de combinatie van onervarenheid, controle en snelheid en op de conditie/bezetting van het terrein. Zo wordt er opgetreden tegen onervaren skiërs die op eigen houtje de piste opgaan en andere gebruikers in gevaar brengen en ook tegen jonge ervaren waaghalzen die minder ervaren gebruikers de stuipen op het lijf jagen in overvolle passages.
In vele gevallen waar de aansprakelijkheid van mensen in vraag wordt gesteld (ongevallen waarbij verzekeraars tussenkomen) worden deze regels gebruikt om de aansprakelijkheid van partijen vast te stellen.

## Regels
| Ik breng anderen niet in gevaar. De gebruikers van de pistes moeten zich op zo'n manier gedragen dat zij andere gebruikers niet in gevaar brengen noch door hun gedrag noch door hun uitrusting. |
| Op elk moment heb ik de controle over mijn snelheid. Elke gebruiker van de piste moet zijn snelheid en gedrag aanpassen aan zijn eigen mogelijkheden, aan de toestand van het terrein waarop hij zich bevindt en aan de weersomstandigheden, aan de toestand van de sneeuw en de drukte op de piste.                                                    |
| Iedereen die lager skiet heeft voorrang. Iedere skiër die hoger staat dan de anderen bevindt zich in een positie waarin hij zijn traject kan kiezen. Hij moet zijn keuze zodanig maken dat hij de veiligheid van de andere gebruikers lager op de helling niet in gevaar brengt.                                                                        |
| Ik laat voldoende ruimte als ik inhaal. Het inhalen van een andere skiër kan zowel langs de dal- als langs de bergzijde gebeuren, links of rechts. Laat echter altijd voldoende plaats voor de ingehaalde gebruiker om zijn traject veilig uit te laten voeren.                                                                                         |
| Bij het starten, het invoegen of het kruisen van een piste kijk ik eerst uit of ik niemand hinder. Bij een stop op de piste of bij het kruisen ervan moet elke gebruiker zich ervan vergewissen dat hij noch de gebruikers die van hoger komen noch degene die van lager komen hindert, en dat hij niet voor zichzelf of voor de anderen een gevaar is. |
| Ik stop niet in het midden van de piste. In geval van een val maak ik de piste zo snel mogelijk vrij. Elke gebruiker moet vermijden dat hij stopt op plaatsen waar hij hinder veroorzaakt of waar hij niet kan gezien worden. In het geval dat hij valt moet hij zo snel mogelijk de piste weer vrijmaken, of zich aan de kant zetten.                  |
| Indien ik omhoog moet klimmen doe ik dat aan de kant van de piste. Degene die omhoog moet klimmen of te voet wil afdalen moet de zijkant van de piste kiezen, en ervoor zorgen dat noch hijzelf noch zijn uitrusting een gevaar voor anderen kan betekenen.                                                                                             |
| Ik informeer naar de weersverwachting en de staat van de pistes. Ik respecteer de aanwijzingen en de veiligheidssignalisatie. Elke gebruiker moet rekening houden met de weersverwachting, de toestand van de piste en het lawinegevaar. Hij moet de beveiligingen en de veiligheidsborden respecteren.                                                 |
| In geval van een ongeval, verwittig ik de hulpverleners en blijf ter beschikking. Elke persoon die getuige is van een ongeval of erin is betrokken geraakt, is verplicht hulp te verlenen. Hij moet de hulpdiensten verwittigen of doen verwittigen, en op hun verzoek ter beschikking blijven.                                                         |
| Elke getuige van een ongeval laat zijn identiteit en contactgegevens achter bij de hulpdiensten. Iedere skiër die getuige is van een ongeval of erin is betrokken geraakt, is verplicht zichzelf te identificeren met contactgegevens aan de ordediensten of de hulpverleners.                                                                          |